# Polizeiangestellter
Der Begriff Polizeiangestellter ist ein Oberbegriff für bestimmte, bei den Polizeien tätige Dienstkräfte. Die Arbeitnehmer im öffentlichen Dienst (Tarifbeschäftigte) der Polizeibehörden übernehmen z. T. genauso hoheitliche Aufgaben wie Polizeibeamte. Polizeiangestellte haben i. d. R. eine verkürzte Ausbildung und befinden sich in einem Tarifbeschäftigungsverhältnis des öffentlichen Dienstes, und nicht in einem Beamtenverhältnis.
Die Berufsbezeichnung ist von den Ländern unterschiedlich geregelt. Beispielsweise tragen Polizeiangestellte der Polizei Berlin seit 2010 neben dem Status auch den Namen Tarifbeschäftigte; etwa bei der Polizei Rheinland-Pfalz wird die Benennung Polizeitarifbeschäftigte verwendet. Bei der deutschen Polizei kann es sich um folgende Berufsgruppen handeln:
- Polizeiverwaltungsassistenten im Innendienst der Polizeiverwaltung[4]
- Polizeivollzugsangestellte (PVA), Polizeiangestellter (PAng) z. B. Sicherheits- und Ordnungsdienst, sowie Mitarbeiter einer polizeilichen Leitstelle oder Einsatzzentrale
- Angestellte im Objektschutz, z. B. Zentraler Objektschutz der Polizei Berlin
- Angestellte im Verwaltungsdienst, z. B. Schreibkräfte, Sachbearbeiter oder IT-Spezialisten der Schutz- und Kriminalpolizeien der Länder, des Landeskriminalamtes, des Bundeskriminalamtes, der Bundespolizei oder des polizeiärztlichen Dienstes.
- Bundespolizeiliche Unterstützungskraft (BUK) ehem. grenzpolizeiliche Unterstützungskraft.
- Angestellte der Polizeimusik, neben Beamten sind Mitglieder von Polizeichören, Polizeiorchestern und Polizeimusikkorps auch Angestellte.